# Izabela Olszewska
Izabela Teresa Olszewska-Jurasz (ur. 3 stycznia 1930 w Woli Rzędzińskiej, zm. 2 czerwca 2024 w Krakowie) – polska aktorka teatralna i filmowa, pedagog. Swą najsłynniejszą filmową kreację stworzyła w Weselu (1972) Andrzeja Wajdy, gdzie zagrała Gospodynię. Niezapomniana jako Janina Chomińska w serialu Z biegiem lat, z biegiem dni... (1980).

## Życiorys
Była absolwentką Państwowej Wyższej Szkoły Aktorskiej w Krakowie (dyplom w 1954). Na teatralnej scenie zadebiutowała 24 lutego 1955 w Teatrze Wybrzeże w Gdańsku. W latach 1955–1957 była aktorką Teatru Ludowego w Krakowie, a w latach 1957–1990 Teatru Starego w Krakowie. Była wykładowczynią Państwowej Wyższej Szkoły Teatralnej im. Ludwika Solskiego w Krakowie, a w latach 1975–1978 pełniła funkcję jej prorektora. W 1990 przeszła na emeryturę. Brała udział w wielu spektaklach Teatru Telewizji.
Jej mężem był Tadeusz Jurasz, z którym ma córkę Martę, a szwagrem Antoni Jurasz. Mieszkała w Cięcinie koło Żywca.
7 czerwca 2024 została pochowana w grobie męża na Cmentarzu Salwatorskim w Krakowie (sektor V, rzad 2, grób 1).

## Kariera zawodowa
- Teatr Wybrzeże Gdańsk 1954 – 1955 aktorka
- Teatr Ludowy w Krakowie 1955 – 1957 aktorka
- Stary Teatr im. Heleny Modrzejewskiej w Krakowie 1957 – 1990 aktorka

## Filmografia
- 1960: Marysia i krasnoludki – jako kowalka
- 1963: Pasażerka
- 1972: Wesele – jako Gospodyni
- 1974: Najważniejszy dzień życia – jako nauczycielka Kaczyńska (odc. 6)
- 1975: Strach – jako Alicja, matka Agnieszki
- 1976: Spokój – jako Jedynakowa, właścicielka mieszkania wynajmująca pokój Antoniemu Gralakowi
- 1977: Czysta chirurgia – jako siostra przełożona
- 1980: Z biegiem lat, z biegiem dni... – jako Janina Chomińska
- 1987: Do domu – jako matka Szymona
- 1996: Gdzie jesteś święty Mikołaju? – jako babcia Ani
- 2005: Karol. Człowiek, który został papieżem – jako babcia Klugerów
- 2010: Różyczka – jako matka Adama